# Švábka

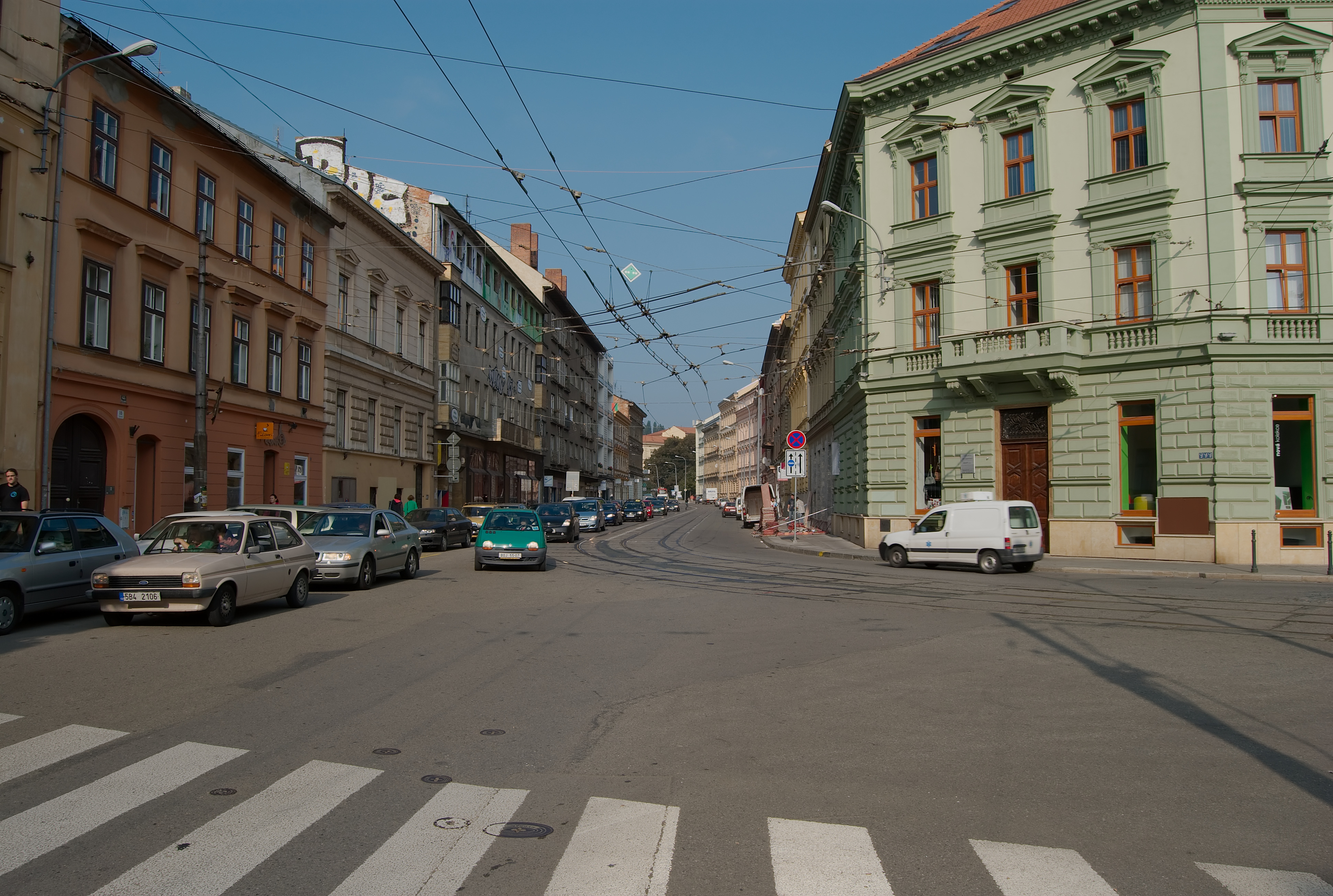
Část Údolní ulice, tvořící jádro bývalé vsi Švábka

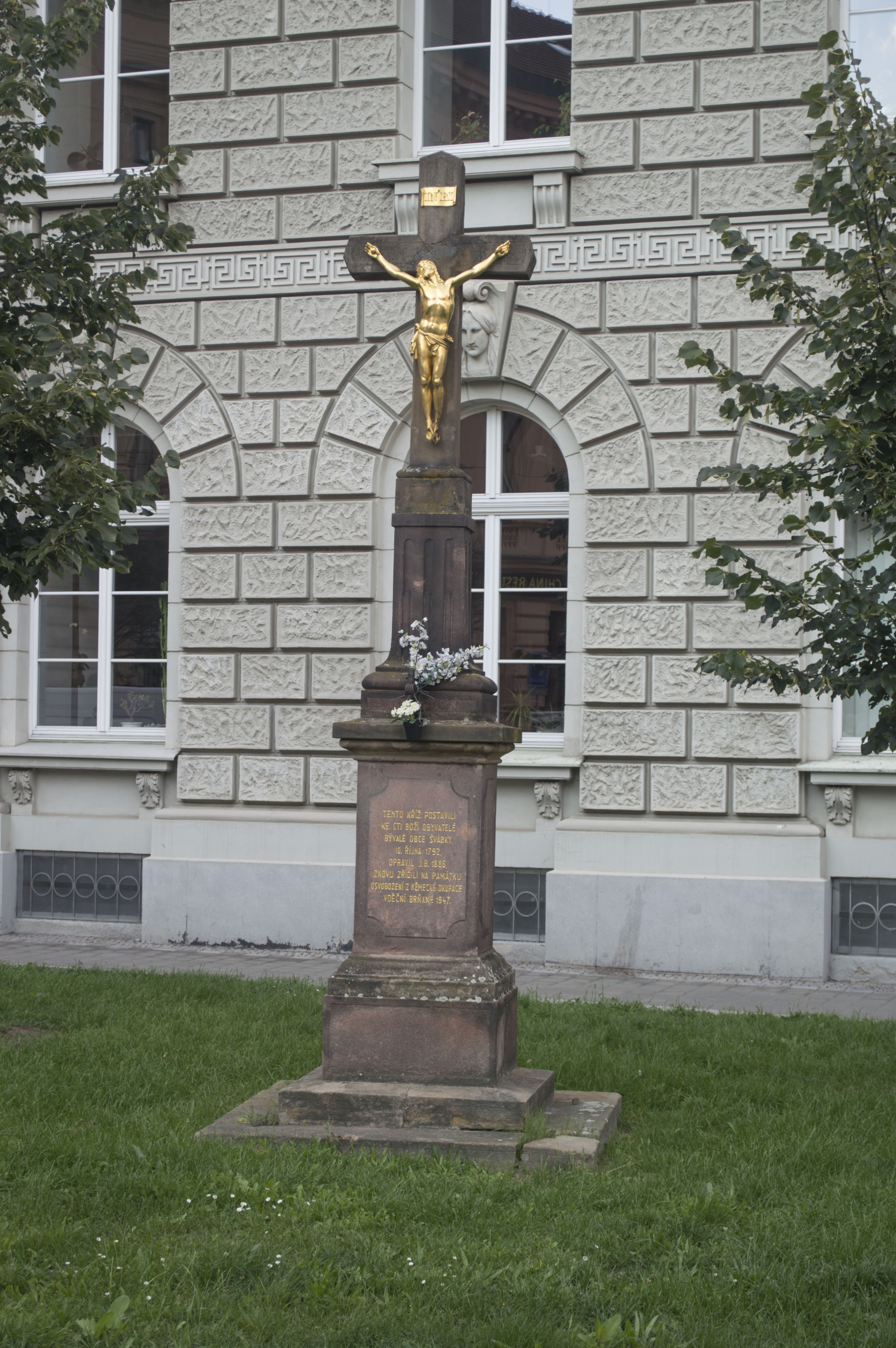
Kříž při západní zdi budovy fakulty sociálních studií Masarykovy univerzity

Švábka je bývalá vesnice a někdejší magistrátní předměstí Brna, jejíž zrušené katastrální území náleží od 24. listopadu 1990 k městské části Brno-střed, v jejímž rámci je rozděleno mezi katastrální území Město Brno a Veveří.
Velmi malý katastr Švábky se rozkládal na severním úpatí Špilberku a jižně a jihovýchodně od Obilního trhu po obou stranách Údolní ulice, která tvořila pod původním názvem Švábka nejen jádro, ale dlouho i jedinou ulici této někdejší vesnice. Jedinou upomínkou na někdejší vesnici je kříž nacházející se v blízkosti západní zdi budovy fakulty sociálních studií Masarykovy univerzity.

## Historie

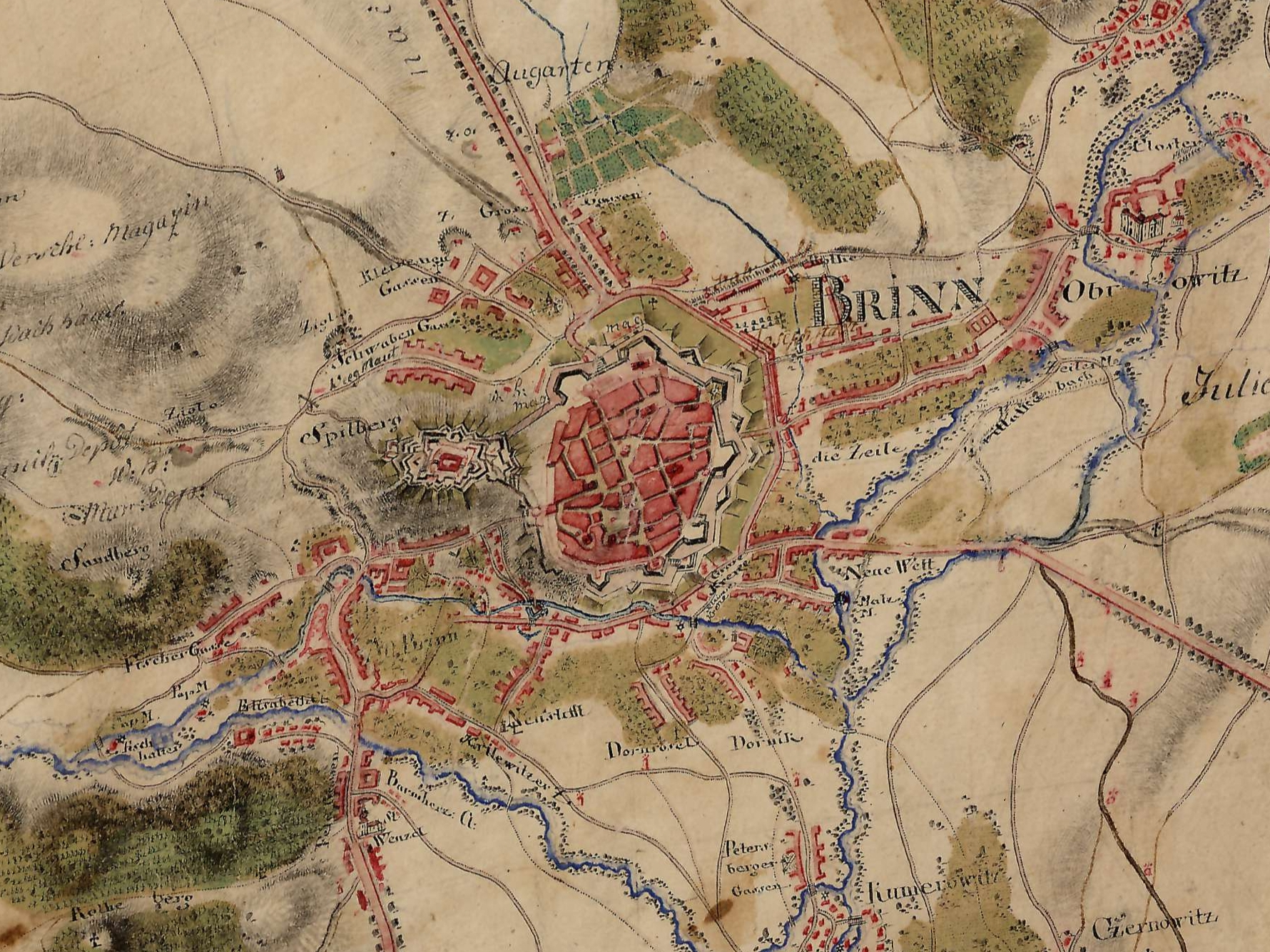
Brno na prvním vojenském mapování kde je Švábka viditelně za hranicí hradeb.

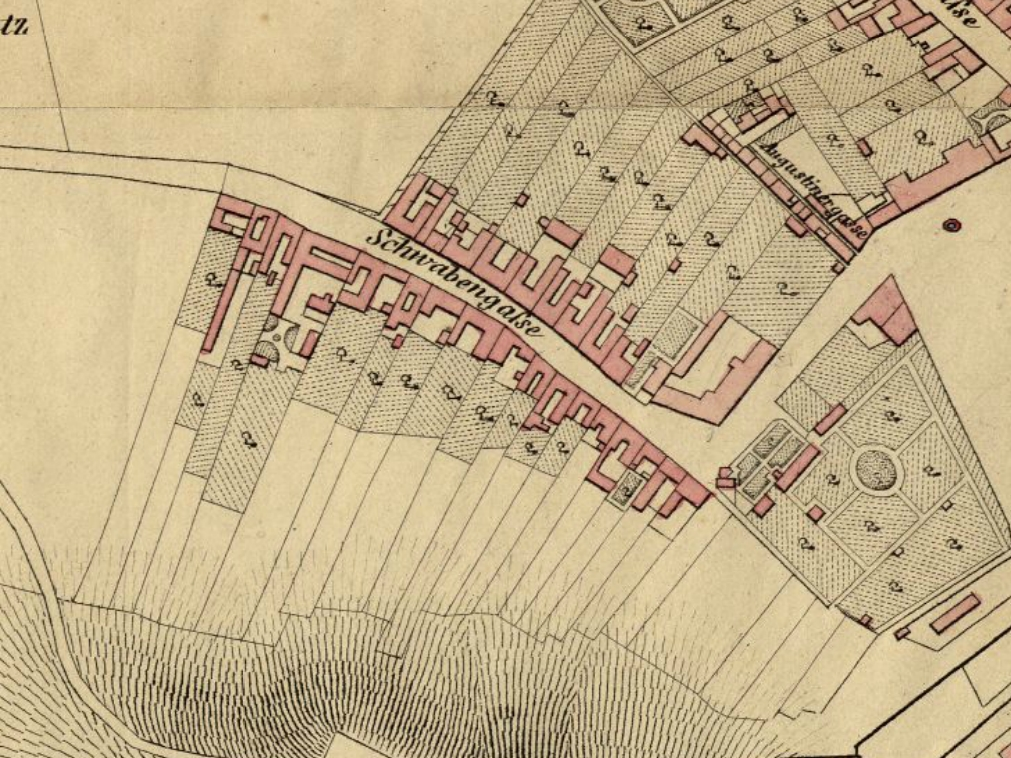
Švábka na Doležalově situačním plánu města Brna z roku 1858

Minulost Švábky sahá až do středověku a její vznik je datován k roku 1340. Její původní kolonisté ze Švábska dali této předměstské čtvrti jméno platea Svevorum (latinsky švábská ulice). V roce 1365 byla ve Švábce lázeň, 2 cihelny a 79 domů, převážně zemědělců a řemeslníků. Během husitských válek byla vesnice poničena, přičemž zbylo jen 30 domů. V roce 1846 se již rozkládala na ploše od Slepé brány k dnešnímu Obilnímu trhu kde bylo vojenské cvičiště. V této době měla Švábka 33 domů s 1000 obyvateli. Roku 1850 došlo k připojení Švábky k Brnu. Na křižovatce cesty vedoucí ze Švábky s Úvozem stála kaple sv. Františka Xaverského. 

### Vývoj názvu
Vesnice a později ulice měnila názvy z Schwabengasse (17. století) na Turnergasse či Talgasse (1867), Jahngasse (1902), Eugengasse (1915), Talgasse či Údolní (1918), Údolní (1930), třída Obránců míru (1952), Údolní (1990-současnost).

## Popis hranice
Jižní část hranice probíhala po jižním okraji zahrad na severním úpatí Špilberku, západní po západní hranici parcely číslo 718, odtud dále na severovýchod, probíhajíc parcelou číslo 717/2, poté po západní hranici parcel číslo 723 a 724 až na severní okraj komunikace v Údolní ulici, odtud po tomto okraji směrem k jihovýchodu, poté se obracela k severovýchodu procházejíc parcelou číslo 481 a poté po severozápadní hranici parcel číslo 482/1, 482/2, 437, poté chvíli procházela parcelou číslo 434; poté se obracela k jihovýchodu, probíhajíc Jaselskou ulicí; poté vedla k jihu, rozdělujíc na dvě části budovu na parcele číslo 777 (fakulta sociálních studií Masarykovy univerzity) a poté vedla po východní hranici parcely číslo 777 (budova lékařské fakulty Masarykovy univerzity), odtud k západu po jižním okraji této parcely a pak směrem k jihozápadu po okraji zahrad na severním úpatí Špilberku.